# DVD-Audio
DVD-Audio (obvyklá zkratka DVD-A) je digitální formát, dodávající vysoce kvalitní reprodukci zvuku, obsaženou na médiích typu DVD. DVD-Audio neobsahuje video, nemělo by tedy být zaměňováno s video DVD, které obsahuje hudební videa. První disky tohoto formátu vstoupily na trh v roce 2000. DVD-Audio soupeří s formátem Super Audio CD (SACD), což je další formát pro reprodukci vysoce kvalitního zvuku.

## Specifikace zvuku
DVD-Audio nabízí mnoho možných konfigurací zvukových kanálů, od jedno kanálových mono po 5.1 prostorový zvuk v různých vzorkovacích kmitočtech a bitových hloubkách.
Ve srovnání s CD umožňuje větší kapacita média DVD zahrnout následující:
- podstatně více hudby (s ohledem na celkový čas a množství hudebních skladeb)
- daleko vyšší zvuková kvalita
- další kanály pro reprodukci prostorového zvuku

Audio na disku DVD-Audio může být uloženo v mnoha rozmanitých přenosových rychlostech, vzorkovacích kmitočtech a kanálových kombinacích.
Různé přenosové rychlosti, vzorkovací kmitočty a kanálové kombinace mohou být použity na jednom disku. Například DVD-Audio disk může obsahovat 96 kHz / 24bitový 5.1-prostorový zvuk, stejně jako 192 kHz / 24bit stereo audio stopu. Audio kanály mohou být také rozděleny na dvě skupiny a uloženy pod různými formáty. Například přední reproduktory mohou přehrávat 96 kHz / 24bit 5.1-prostorový zvuk, zatímco postranní reproduktory přehrávají zvuk s parametry 48 kHz / 20bit.

## Kompatibilita s přehrávači
Uvedení formátu DVD-Audio vyžadovalo zpětnou kompatibilitu s již existujícími DVD-Video přehrávači. Proto většina DVD-Audio disků obsahuje minimálně audio stopu formátu Dolby Digital 5.1. Některé disky zahrnují zvuk formátu Dolby Digital 2.0, některé dokonce DTS 96/24 5.1.
Protože je formát DVD-Audio členem rodiny DVD, jednotlivé disky mohou obsahovat více vrstev, popřípadě dvě strany, obsahující audio data. Některé tituly DVD obsahují formát DVD-Audio na jedné straně a na druhé straně obsahují klasický formát DVD-Video, příkladem jsou disky DVD-10: dvě strany, jedna vrstva na každé straně.
Existují softwarové přehrávače, které podporují přehrávání DVD-Audia. Příkladem těchto přehrávačů jsou WinDVD a PowerDVD.

## Kvalita zvuku
Z čistě technického hlediska je kvalita disků DVD-Audio podstatně vyšší, než je standard definovaný v Red book (Červená kniha) pro CD audio. DVD-Audio podporuje až 24bitovou hloubku a vzorkovací frekvenci až 192 kHz, z čehož vychází frekvenční odezva až 96 kHz a dynamický rozsah 144 dB.
Tři z hlavních distributorů hudby – Universal Music, EMI a Warner Bros Records a několik menších organizací hudebního průmyslu dále vydává hudbu ve formátu DVD-Audio, ale poměr oproti prodaným nosičům CD audio je minimální.
Nové tituly jsou většinou uvolňovány v následujících formátech
- klasická audio CD
- ve standardním DVD-Video
- HDAD – formát DVD-Video na jedné straně a na druhé formát DVD-Audio
- svazek CD/DVD – obsahuje album ve formátu CD a DVD-Audio